# Nordheim vor der Rhön

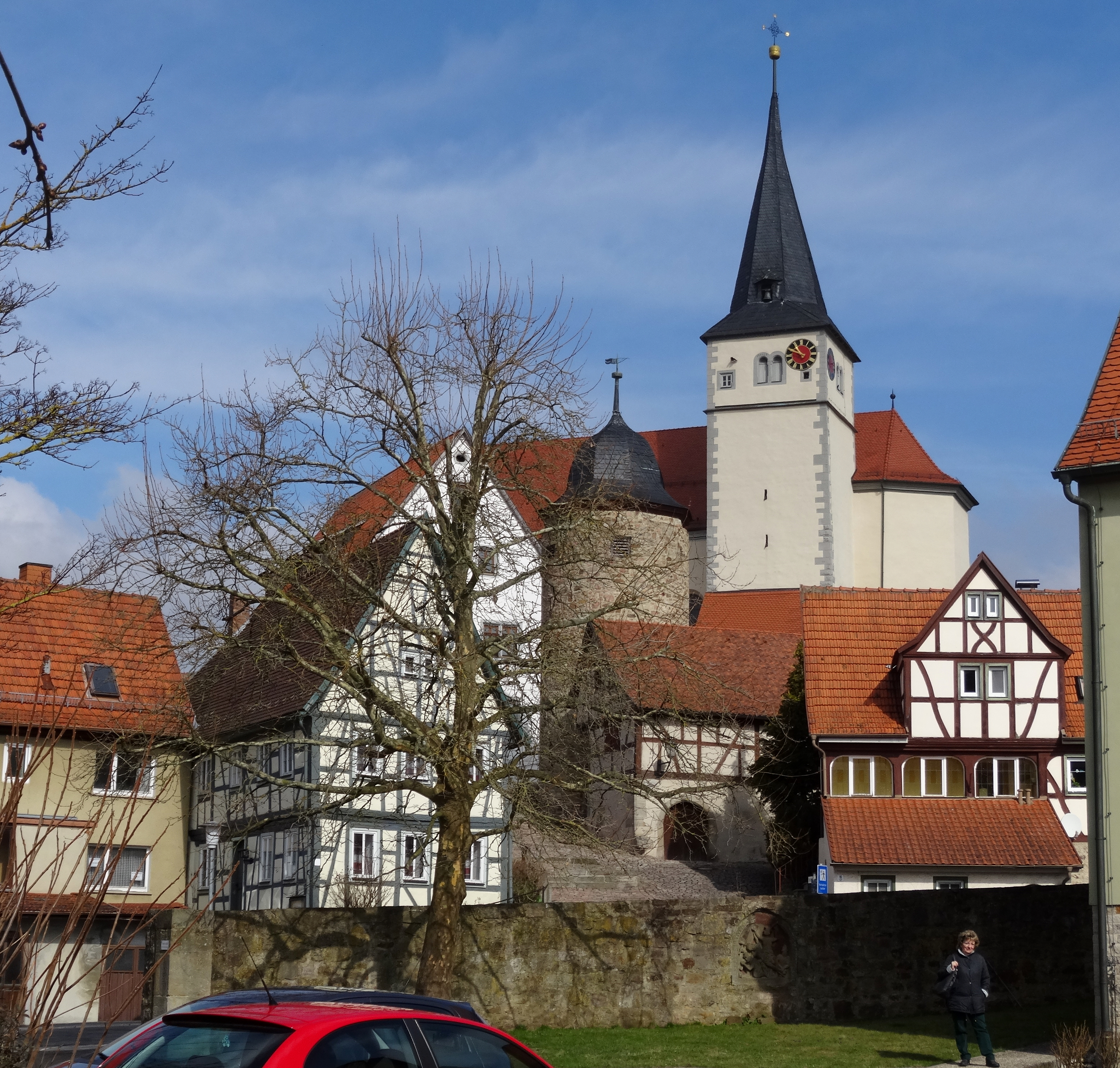
Nordheim vor der Rhön

Nordheim vor der Rhön (amtlich: Nordheim v.d.Rhön) ist eine Gemeinde und ein Pfarrdorf im unterfränkischen Landkreis Rhön-Grabfeld.

## Geografie
Die Gemeinde liegt in der Region Main-Rhön an der Streu.
Es gibt drei Gemeindeteile (in Klammern ist der Siedlungstyp angegeben):
- Neustädtles (Kirchdorf)
- Nordheim vor der Rhön (Pfarrdorf)
- Grundmühle (Einöde)

## Geschichte

### Bis zur Gemeindegründung
Die fränkische Siedlung wurde um 525 gegründet und gelangte im Jahr 1000 an das Hochstift Würzburg. Dieses Hochstift war ab 1500 ein Teil des Fränkischen Reichskreises. Das Amt des Hochstiftes wurde nach der Säkularisation 1803 zugunsten Bayerns 1805 Erzherzog Ferdinand von Toskana zur Bildung des Großherzogtums Würzburg überlassen und fiel mit diesem 1814 endgültig an Bayern. Im Zuge der Verwaltungsreformen in Bayern entstand mit dem Gemeindeedikt von 1818 die heutige Gemeinde.

### 19. und 20. Jahrhundert
Mindestens seit dem 19. Jahrhundert waren im Ort jüdische Familien ansässig, die eine Jüdische Gemeinde bildeten, sich in der Unteren Torgasse 7 eine Schule errichteten und in der Judengasse 4 eine Synagoge erbauten. Diese Gebäude wurden beim Novemberpogrom 1938 von SA-Männern z. T. schwer verwüstet, und bis heute erinnert nichts an dieses Geschehen.
Am 7. April wird Nordheim von amerikanischen Truppen besetzt, Leo Strauss wird zum Bürgermeister ernannt.

### Eingemeindungen
Am 1. Januar 1972 wurde Neustädtles im Zuge der Gebietsreform in Bayern eingemeindet.

### Einwohnerentwicklung
- 1961: 1292 Einwohner (davon 224 in Neustädtles)
- 1970: 1308 Einwohner (davon 205 in Neustädtles)
- 1987: 1176 Einwohner
- 1991: 1300 Einwohner
- 1995: 1277 Einwohner
- 2000: 1262 Einwohner
- 2005: 1185 Einwohner
- 2010: 1102 Einwohner
- 2015: 1121 Einwohner
- 2020: 1084 Einwohner

Im Zeitraum 1988 bis 2018 sank die Einwohnerzahl von 1197 auf 1118 um 79 Einwohner bzw. um 6,6 %. 1992 hatte die Gemeinde 1306 Einwohner.
Quelle: BayLfStat

## Politik

### Gemeinderat
Die Gemeinderatswahl 2020 ergab folgende Stimmenanteile und Sitzverteilung:
- CSU/Bürgergemeinschaft: 81,34 %, 10 Sitze
- Neutrale Liste: 18,66 %, 2 Sitze

### Bürgermeister
Erster Bürgermeister ist seit dem 1. Mai 2008 Thomas Fischer (CSU/Bürgergemeinschaft).
- 1948–1977: Alex Hösl (CSU)
- 1977–1994: Rudi Dietz (CSU)
- 1994–2008: Hermann Hippeli
- 2008–0000: Thomas Fischer

### Wappen
| Wappen von Nordheim vor der Rhön | Blasonierung: „Geteilt von Rot und Silber; oben eine nach links gewendete, gekrümmte silberne Forelle, unten ein durchgehendes schwarzes Tatzenkreuz.“ |
| Wappen von Nordheim vor der Rhön | |

### Verwaltung
Die Gemeinde ist Mitglied der Verwaltungsgemeinschaft Fladungen.

## Wirtschaft und Infrastruktur

### Wirtschaft einschließlich Land- und Forstwirtschaft
Es gab 2020 nach der amtlichen Statistik im Bereich Handel und Verkehr 42 sozialversicherungspflichtig Beschäftigte am Arbeitsort. In sonstigen Wirtschaftsbereichen waren am Arbeitsort 67 Personen sozialversicherungspflichtig beschäftigt. Sozialversicherungspflichtig Beschäftigte am Wohnort gab es insgesamt 486. Im verarbeitenden Gewerbe gab es einen Betrieb, im Bauhauptgewerbe zwei Betriebe. Zudem bestanden im Jahr 2016 zehn landwirtschaftliche Betriebe mit einer landwirtschaftlich genutzten Fläche von 836 ha, davon waren 632 ha Ackerfläche und 190 ha Dauergrünfläche.
Von 1898 bis in die 1970er Jahre betrieb die Firma Leimbach und Co. ein Basaltsteinwerk, zu dem auch eine Materialseilbahn gehörte.

### Bildung
Es gibt folgende Einrichtungen (Stand: 2018):
- Eine Kindertageseinrichtung mit 62 Plätzen und 44 Kindern, davon 12 unter drei Jahren
- Eine Grundschule mit fünf Lehrern, vier Klassen und 88 Schülern

## Sehenswürdigkeiten
- Pfarrkirche St. Johannes der Täufer
- Kirchenfestung
- Kirchaufgang
- Kellergaden
- Johannisbrücke
- Sebastianskapelle
- Mariengrotte
- Rathaus
- Torhaus
- Zehnthaus

## Persönlichkeiten
- Franz Georg Benkert (1790–1850), Theologe, Domdekan, Autor
- Alex Hösl (1919–1977), Bürgermeister von 1948 bis 1977, Bundestagsabgeordneter (CSU) von 1961 bis 1977, Ehrenbürger seit 1973[9]
- Max Mölter, Rektor a. D. und Autor der 1989 erschienenen Gemeindechronik[10]
- Adolf Stein (1864–1932), Ehrenbürger, Mitbegründer der Leimbach & Co. G.m.b.H. mit dem ersten Basaltwerk in Nordheim
- Max Stein (1901–1964), Sohn von Adolf, Anwalt und Regierungsbeamter in Israel